# Mỹ Long, huyện Cao Lãnh
Mỹ Long là một xã thuộc huyện Cao Lãnh, tỉnh Đồng Tháp, Việt Nam.

## Địa lý
Xã Mỹ Long có vị trí địa lý:
- Phía đông giáp xã Mỹ Hiệp
- Phía tây giáp xã Bình Hàng Tây
- Phía nam giáp xã Bình Thạnh
- Phía bắc giáp xã Tân Hội Trung.

Xã có diện tích 22,03 km², dân số năm 1999 là 10.738 người, mật độ dân số đạt 487 người/km².
Là một trong những xã phát triển nhất của huyện Cao Lãnh.

## Lịch sử
Ngày 27 tháng 12 năm 1980, Hội đồng Chính phủ ban hành Quyết định 382-CP về việc chia xã Long Hiệp thành hai xã lấy tên là xã Mỹ Long và xã Mỹ Hiệp.
Ngày 5 tháng 1 năm 1981, Hội đồng Chính phủ ban hành Quyết định 4-CP về việc chia huyện Cao Lãnh thành hai huyện lấy tên là huyện Cao Lãnh và huyện Tháp Mười. Xã Mỹ Long thuộc huyện Cao Lãnh.
Ngày 23 tháng 2 năm 1983, Hội đồng Bộ trưởng ban hành Quyết định 13-HĐBT về việc thành lập thị xã Cao Lãnh trên cơ sở điều chỉnh một phần diện tích và dân số của huyện Cao Lãnh. Xã Mỹ Long thuộc huyện Cao Lãnh.

## Văn hóa - du lịch
Khu di tích lịch sử Xẻo Quýt thuộc địa phận xã Mỹ Hiệp và xã Mỹ Long.